# Jefatura de Tropas de Montaña «Aragón»
La Jefatura de Tropas de Montaña «Aragón» fue una estructura orgánica del Ejército de Tierra de España que agrupaba a las unidades de montaña del Ejército. Fue creada el 1 de enero de 2008 integrada en el Mando de Fuerzas Ligeras para preparar y encuadrar los regimientos de cazadores de montaña desplegados a lo largo de las estribaciones sureñas de los Pirineos en Navarra, Aragón y Cataluña. La Jefatura va a desaparecer como consecuencia de la reorganización del Ejército de Tierra de 2015 y sus unidades serán integradas en las Brigadas Orgánicas Polivalentes de la División «San Marcial», dos de sus regimientos en la Brigada «Aragón» I y uno en la Brigada «Guadarrama» XII.

## Historial
El Ejército español ha contado con tropas oficialmente designadas de montaña desde que fueran creadas el 31 de mayo de 1899, en imitación de las fuerzas de montaña creadas por otros países, empezando con los Alpini italianos en 1872 y lo que luego se llamarían Chasseurs Alpins de Francia en 1888. El antecedente más directo de la Jefatura fue la Brigada de Alta Montaña que fue creada en 1966. En 1986 pasó a denominarse Brigada de Cazadores de Alta Montaña XLII y diez años más tarde cambió otra vez de denominación, pasándose a llamar Brigada de Cazadores de Montaña "Aragón" I. En el 2008 la unidad pasó a encuadrar únicamente regimientos de infantería, convirtiéndose en la Jefatura de Tropas de Montaña. Los regimientos encuadrados en la Jefatura han participado en operaciones internacionales, empezando en Bosnia en 1995 y continuando con despliegues en Kosovo, Afganistán y Mali.

### Participación en Operaciones Internacionales
Fuerza Internacional de Asistencia para la Seguridad (ISAF) en Afganistán (OTAN)
Continuando los despliegues que había hecho la Brigada Aragón, que fue la primera unidad del Ejército de Tierra destacada a Afganistán, la primera misión llevada a cabo por la Jefatura fue de febrero a julio de 2007 con la Agrupación Española (Fuerza Española en Afganistán o ASPFOR) número XVI, teniendo como misión constituir el Equipo de Reconstrucción Provincial en la provincia de Badguis y servir como Fuerza de Reacción Rápida en Herat. Unidades de la Jefatura volverían a desempeñar los mismos cometidos como ASFPOR XXI, esta vez en Qala i Naw y Herat de noviembre de 2008 a marzo de 2009, y volviendo en noviembre de 2009 a Qala i Naw como ASFPOR XXIV, permaneciendo hasta marzo de 2010, y de nuevo de octubre de 2011 a enero de 2012 como ASFPOR XXIX.
Misión de Entrenamiento de la Unión Europea en Mali (EUTM Malí) (Unión Europea)
Dos secciones de la compañía de escaladores/esquiadores del Regimiento "Galicia" se desplazaron a Malí de diciembre de 2013 a mayo de 2014 para proteger al personal europeo que entrenaba a las Fuerzas Armadas de Malí.

## Unidades
La Jefatura de Tropas de Montaña «Aragón» integraba a las siguientes unidades:
- Cuartel General
- Regimiento de Infantería "Arapiles" n.º 62.
  - Batallón de Infantería "Badajoz" III/62.
  - Batallón de Infantería "Barcelona" IV/62.
- Regimiento de Infantería "Galicia" n.º 64, de Cazadores de Montaña.
  - Batallón de Infantería "Pirineos" I/64.
- Regimiento de Cazadores de Montaña «América» n.º 66
  -  Batallón de Cazadores de Montaña "Montejurra" II/66 en Aizoáin (Navarra).
- Compañía de Esquiadores Escaladores de la Jefatura de Tropas de Montaña.

- Datos: Q24937034